# Майра Кітон
Майра Едіт Кітон (англ. Myra Edith Keaton; 13 березня 1877 — 21 липня 1955) — американська актриса водевілю та кіноактриса. Мати актора Бастера Кітона.

## Раннє життя і кар'єра
Майра Кітон народилася 13 березня 1877 року в місті Модейл, штат Айова, в родині Френка Катлера і Сари Елізабет. У неї був старший брат, Берт Мелвін Катлер, і два молодших зведених брати, Клінтон М. Катлер і Марін (Мел) Катлер.
У підлітковому віці Майра та Берт подорожували та виступали з медичним шоу свого батька. Джо Кітон приєднався до шоу, коли вони подорожували територією Оклахоми в 1893 році. Майра і Джо одружилися 31 травня 1894 року і почали разом виступати в різних медичних шоу і водевілях. Їхніми дітьми стали актор Бастер Кітон (уроджений Джозеф Френк Кітон), Гаррі Кітон і Луїза Кітон. У віці чотирьох років Бастер офіційно приєднався до сімейного водевілю, який називався «Три Кітони». Майра і Бастер покинули трупу в 1917 році, в результаті проблем, що виникли через пияцтво Джо Кітона.
Всі члени сім'ї Кітон час від часу з'являлися в німих і звукових комедіях Бастера. Хоча в пізніші роки Майра віддалилася від нього, вона залишалася одруженою з Джо до його смерті в 1946 році.

## Смерть
Кітон померла 21 липня 1955 року в Лос-Анджелесі, штат Каліфорнія, у віці 78 років. Похована в меморіальному парку Глен Хейвен у місті Сілмар, штат Каліфорнія.